# Achyranthes papposa
Achyranthes papposa är en amarantväxtart som beskrevs av Peter Forsskål. Achyranthes papposa ingår i släktet Achyranthes och familjen amarantväxter. Inga underarter finns listade i Catalogue of Life.